# 彭蒂·萨马拉赫蒂

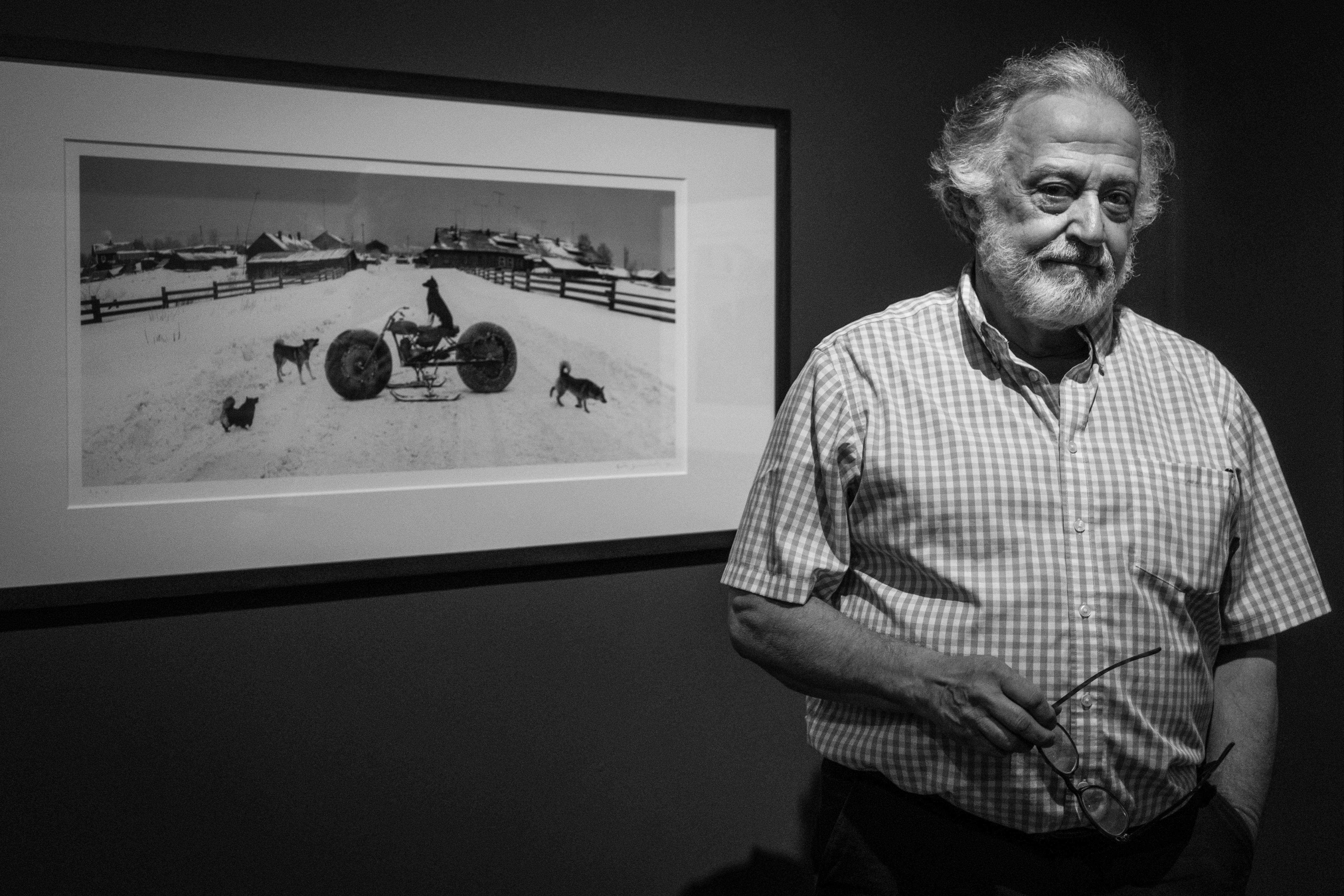
彭蒂·萨马拉赫蒂 (2017)

彭蒂·萨马拉赫蒂（芬蘭語：Pentti Ilmari Sammallahti，1950年2月18日生于赫尔辛基）是一名摄影师，艺术与设计荣誉博士。2006年11月芬兰总统授予他芬兰狮子勋章艺术金奖。1997年，萨马拉赫蒂获得Kritiikin Kannukset奖，1980年获芬兰文化基金会奖。萨马拉赫蒂曾在在1976年、1980年和1992年三次获得摄影国家奖。他是一位芬兰语言学家佩卡·萨马拉赫蒂的弟弟。
萨马拉赫蒂的摄影始于20世纪60年代，偏爱描绘特殊的景物和的人们的生活环境。亨利·卡蒂尔-布雷松在2004年巴黎举办了展览时选择了萨马拉赫蒂的作品。